# Беатрис I (Гандерсхайм)
Беатрис I (на немски: Beatrix, Beatrix von Franken; * края на 1037, Италия, † 13 юли 1061), принцеса от династията на Салиите, е от 1043 г. абатеса в абатство Гандерсхайм и от 1044 г. абатеса в абатство Кведлинбург.

## Биография
Беатрис е единствената дъщеря на император Хайнрих III и първата му съпруга Гунхилда Датска, дъщеря на Кнут Велики, крал на Англия, Дания и Норвегия. Майка ѝ умира на 18 юли 1038 г. в Италия вероятно от малария половин година след нейното раждане.
След смъртта на Аделхайд I Беатрис е поставена от нейния баща на 14 януари 1043 г., на 7-годишна възраст, като игуменка в Гандерсхайм. На 24 юни 1044 г. тя е поставена в Мерзебург и като игуменка на Кведлинбург. Също е игуменка на Абатство Фреден.
Умира на 13 юли 1061 г. Погребана е в църквата на Кведлинбург и след пожара на църквата през 1070 г. е преместена в манастира Михаелщайн. Последвана е от нейната по-малка полусестра Аделхайд II.